# Усманський район
Усманський район - район і муніципальне утворення (муніципальний район) на південному сході Липецької області Росії.
Адміністративний центр - місто Усмань.

## Географія
Площа 1910 км². Район межує з Хлевенським, Липецьким, Грязінським, Добринським районами Липецької області, а також з Верхньохавським районом і Рамонським Воронезької області.
Основна річка - Усмань.

## Історія
Район утворений 30 липня 1928 року в складі Центрально-Чорноземної області (ЦЧО) (до 1929 входив до Воронезького округ, до 1930 - в Усманському). У 1929-1930 рр. називався Стрижевським районом. Після поділу ЦЧО 31 грудня 1934 року увійшов до складу Воронізької області. З утворенням 6 січня 1954 року Липецької області став її частиною.
У 1956 році до Усманського району увійшов Грачевський, а в 1963 році — Жовтневий район.